# 木次鉄道部
木次鉄道部（きすきてつどうぶ）は、島根県雲南市の木次駅構内にある西日本旅客鉄道（JR西日本）の鉄道部である。
木次駅に置かれていた乗務員区所の沿革についてもここで記述する。

## 概要
ローカル線の活性化と効率的な鉄道運営ができるように1990年（平成2年）6月1日から鉄道部制度を導入し、宍道駅と備後落合駅を除く木次線全線を木次鉄道部が運営するように改められた。
元々米子支社が管轄していたが、2022年10月1日から中国統括本部の管轄となった（地域対応は島根県側を米子支社から改組した山陰支社、広島県側を広島支社が担当）。
木次線の利用促進を目的に、2022年（令和4年）1月より、本鉄道部の社員1名が雲南市観光協会に出向している。出向期間は2024年3月末までの予定。

## 所属車両
2022年（令和4年）4月1日現在、所属している車両はない。かつてキハ120形気動車が8両所属していた。トイレが設置されており、木次線・山陰本線（宍道 - 松江間）で運用されている。2021年3月13日付で200番台2両と0番台5両が、4月20日付で200番台1両が後藤総合車両所出雲支所へ転出した。
車両基地は、島根県雲南市の木次駅構内に設けられており、所属車両の車体に記される略号は、米子支社を意味する「米」と、鉄道部所在地（木次駅）の電報略号である「キス」を組み合わせた「米キス」であった。（キハ120は出雲転出により、「米キス」表記から「米イモ」に変わった。）

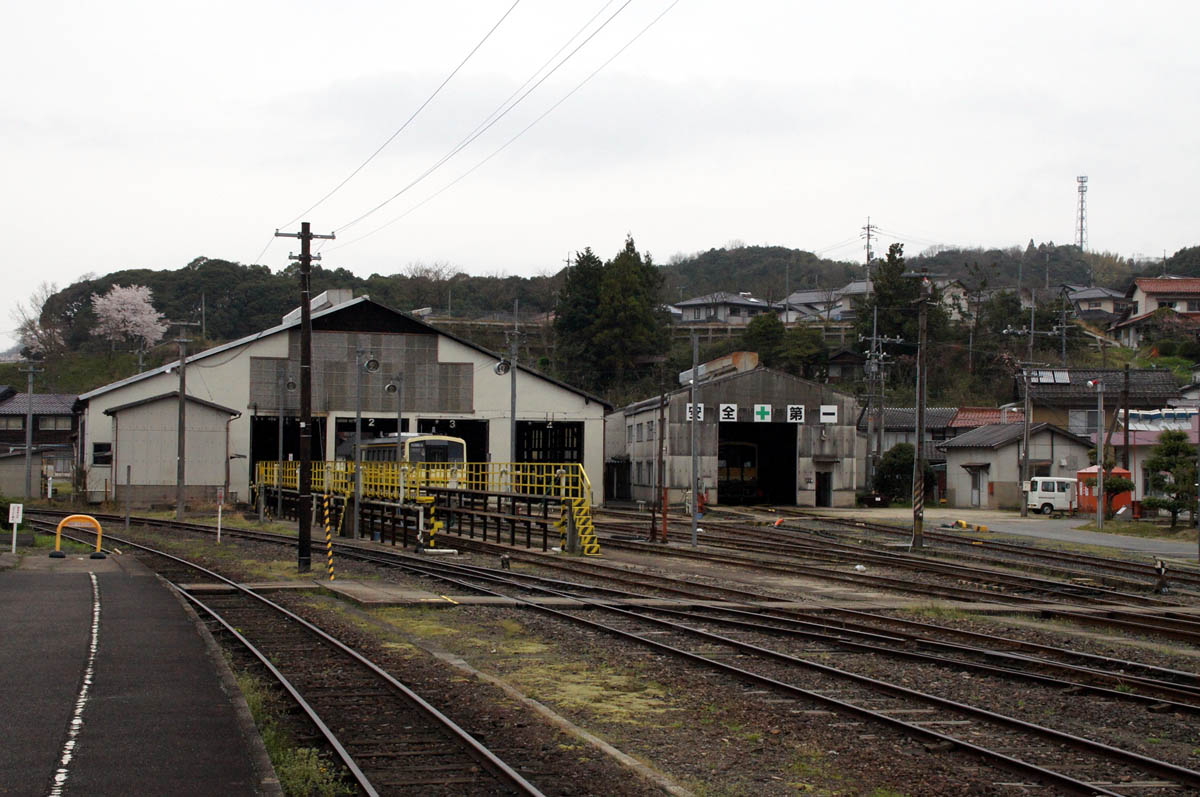
木次駅構内にある車両基地

## 乗務員
乗務員は木次列車支部に所属していた。

### 乗務範囲
- 木次線:全線
- 山陰本線:松江 - 西出雲間

## 歴史
- 1986年（昭和61年）2月1日 - 出雲車掌区木次支区が木次駅乗務員になる[4]。
- 1987年（昭和62年）4月1日 - 国鉄分割民営化により、西日本旅客鉄道に継承。
- 1990年（平成2年）6月1日 - 鉄道部制度に伴い、第1次鉄道部として発足[5]。木次運転区・木次駅乗務員が統合される[6][7]。
- 2021年（令和3年）3月・4月　木次鉄道部に所属していたキハ120形気動車全8両が後藤総合車両所出雲支所に転属。木次鉄道部の所属車両が無くなった。
- 2024年（令和6年）6月1日 - 木次鉄道部廃止。乗務員区所は木次運転区に改組。